# Cetyně
Cetyně (německy Zetin) je obec v okrese Příbram ve Středočeském kraji, asi 13 km jihovýchodně od Příbrami. Žije zde 150 obyvatel.

## Historie
První písemná zmínka o obci pochází z roku 1336.
Pamětní kniha obce byla zřízena v roce 1935. Již v roce 1945 byla v obci ustavena strana lidová, komunistická sociálně demokratická. V letech 1946–1947 došlo k elektrifikaci obce. V roce 1947 zahájila provoz autobusová linka Příbram – Zbenické Zlákovice. V roce 1950 byla v prodejně Jednoty zřízena první veřejná telefonní hovorna. V říjnu 1956 bylo založeno JZD. Družstvo mělo deset zakládajících členů a 52 ha půdy (počet členů se však už v následujícím roce zvýšil na 37, zatímco zemědělci z Hatí vstoupili do JZD Kamenná). V roce 1960 pak došlo ke sloučení družstev v Cetyni, Kamenné a Bohosticích v JZD Bohostice. O tři roky později družstvo vybudovalo kravín a začalo s výstavbou domu se čtyřmi bytovými jednotkami (stavba dokončena v r. 1970). V roce 1975 pak začalo JZD stavět čtyři řadové domy. V roce 1968 začala výstavba chatového střediska v osadě Hatě (25 chat). V průběhu roku 1971 byla vybudována pro část obce kanalizace a v Hatích byl vybudován rybník. Největším počinem v roce 1970 bylo vyasfaltování všech místních komunikací a také cesty do Hatí. Na místě staré požární zbrojnice vznikla autobusová zastávka a roku 1974 došlo ke stavbě nové požární zbrojnice. Současně došlo k zahájení výstavby požární nádrže.

## Obyvatelstvo
| Rok            | 1869 | 1880 | 1890 | 1900 | 1910 | 1921 | 1930 | 1950 | 1961 | 1970 | 1980 | 1991 | 2001 | 2011 | 2021 |
| -------------- | ---- | ---- | ---- | ---- | ---- | ---- | ---- | ---- | ---- | ---- | ---- | ---- | ---- | ---- | ---- |
| Počet obyvatel | 299  | 274  | 252  | 225  | 240  | 226  | 210  | 163  | 171  | 163  | 180  | 182  | 174  | 146  | 148  |
| Počet domů     | 37   | 38   | 42   | 42   | 44   | 44   | 48   | 51   | 47   | 41   | 43   | 57   | 60   | 61   | 67   |

## Obecní správa

### Části obce
- Cetyně (k. ú. Cetyně)

Součástí obce je také základní sídelní jednotka Hatě.
Sousedními obcemi sídla jsou Bukovany, Smolotely, Pečice, Zbenice, Bohostice a Kozárovice.

### Územněsprávní začlenění
Dějiny územněsprávního začleňování zahrnují období od roku 1850 do současnosti. V chronologickém přehledu je uvedena územně administrativní příslušnost obce v roce, kdy ke změně došlo:
- 1850 země česká, kraj Praha, politický i soudní okres Příbram[7]
- 1855 země česká, kraj Praha, soudní okres Příbram
- 1868 země česká, politický i soudní okres Příbram
- 1869 země česká, politický i soudní okres Příbram, obec Smolotely[8]
- 1900 země česká, politický i soudní okres Příbram[8]
- 1939 země česká, Oberlandrat Tábor, politický i soudní okres Příbram[9]
- 1942 země česká, Oberlandrat Praha, politický i soudní okres Příbram[10]
- 1945 země česká, správní i soudní okres Příbram[11]
- 1949 Pražský kraj, okres Příbram[12]
- 1960 Středočeský kraj, okres Příbram
- k 1. lednu 1980 Středočeský kraj, okres Příbram, obec Pečice[8]
- k 24. listopadu 1990 Středočeský kraj, okres Příbram[8]
- 2003 Středočeský kraj, okres Příbram, obec s rozšířenou působností Příbram

### Starostové
- Josef Jonák (do 1901)
- Josef Bartoš (1907–1922)
- Josef Průša (1922–1927)
- Jan Pfleger (1927–1935)
- Josef Novotný (1945)

### Obecní symboly
Znak a vlajka byly obci uděleny rozhodnutím předsedy Poslanecké sněmovny Parlamentu České republiky dne 14. prosince 2018. Návrh vypracoval heraldik Jan Tejkal a konečný vzhled byl schválen Parlamentem ČR. Znak tvoří stříbrno-červeně vlnami dělený štít. V horní části se nachází dva odkloněné zelené kaštanové listy a dole zlatá koruna. Vlajku obce tvoří dva horizontální vlnivě dělené pruhy pruhy, nahoře červený a dole stříbrný. Uprostřed je červené vlnivě stříbrné břevno. Nahoře ve stříbrném poli se nachází dva odkloněné kaštanové listy, dole uprostřed v červeném poli se nachází zlatá koruna.

## Pamětihodnosti
- U komunikace do obce ve směru od Pečice se nachází výklenková kaple s křížem.
- Na návsi, na vyvýšeném návrší, se nalézá čtverhranná kaple se zvoničkou.
- Vpravo u vchodu do kaple se nalézá zdobný kříž na vysokém kamenném podstavci.
- Do katastrálního území obce zasahuje přírodní památka Bohostice.

## Doprava

### Dopravní síť
Do obce vedou silnice III. třídy. Železniční trať ani stanice či zastávka na území obce nejsou.
V minulosti okolo obce procházela vlečka ke stavbě Orlické přehrady, která byla uvedena do provozu v roce 1958. Po dokončení stavby hráze vlečka ještě nějakou dobu sloužila armádním účelům.

### Autobusová doprava 2024
Autobusovou dopravu v obci Cetyně zajišťuje společnost Arriva Střední Čechy. Obec je součástí Pražské integrované dopravy (PID). V obci se nachází zastávka Cetyně. Autobusová linka 480 propojuje Příbram s Lešeticemi, Milínem, Pečicemi, Cetyní, Bohosticemi, Solenicemi, Milešovem, Klučenicemi, Kovářovem a Milevskem.

## Turistika
Obcí vede turistická trasa  U Buku - Radětice - Cetyně - Holušice - Orlík nad Vltavou.

## Galerie

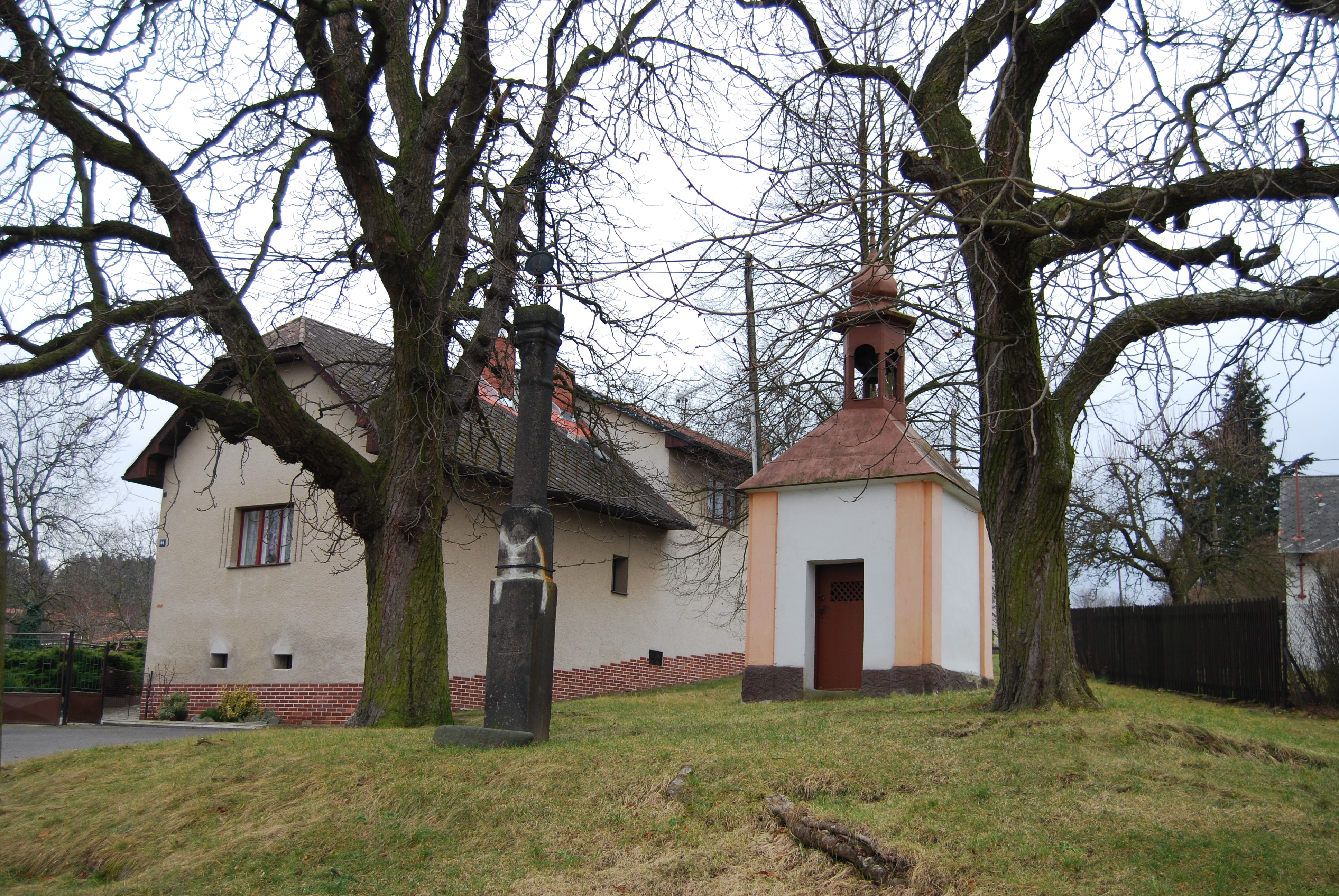
Návesní kaple s křížem
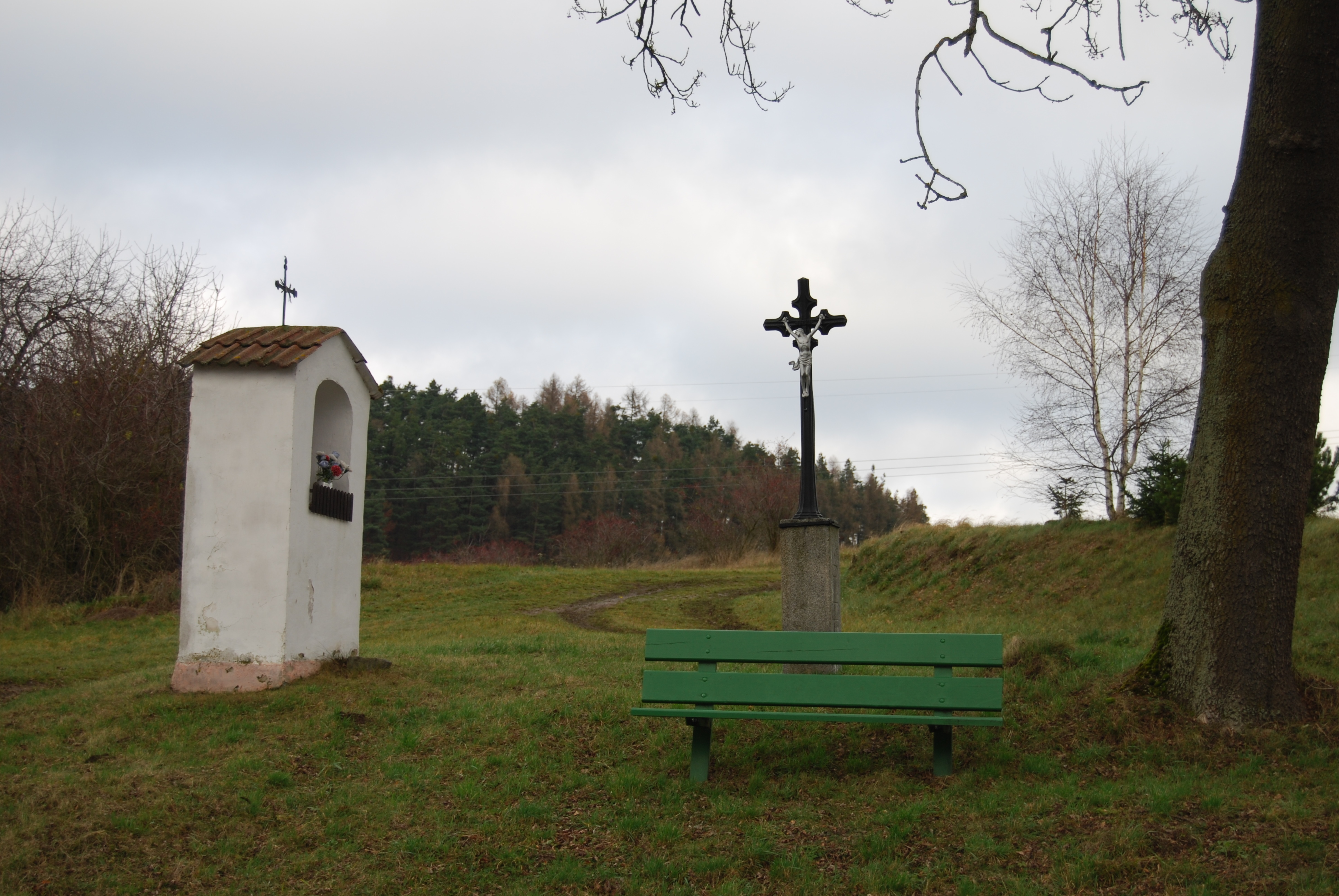
Kaple s křížem
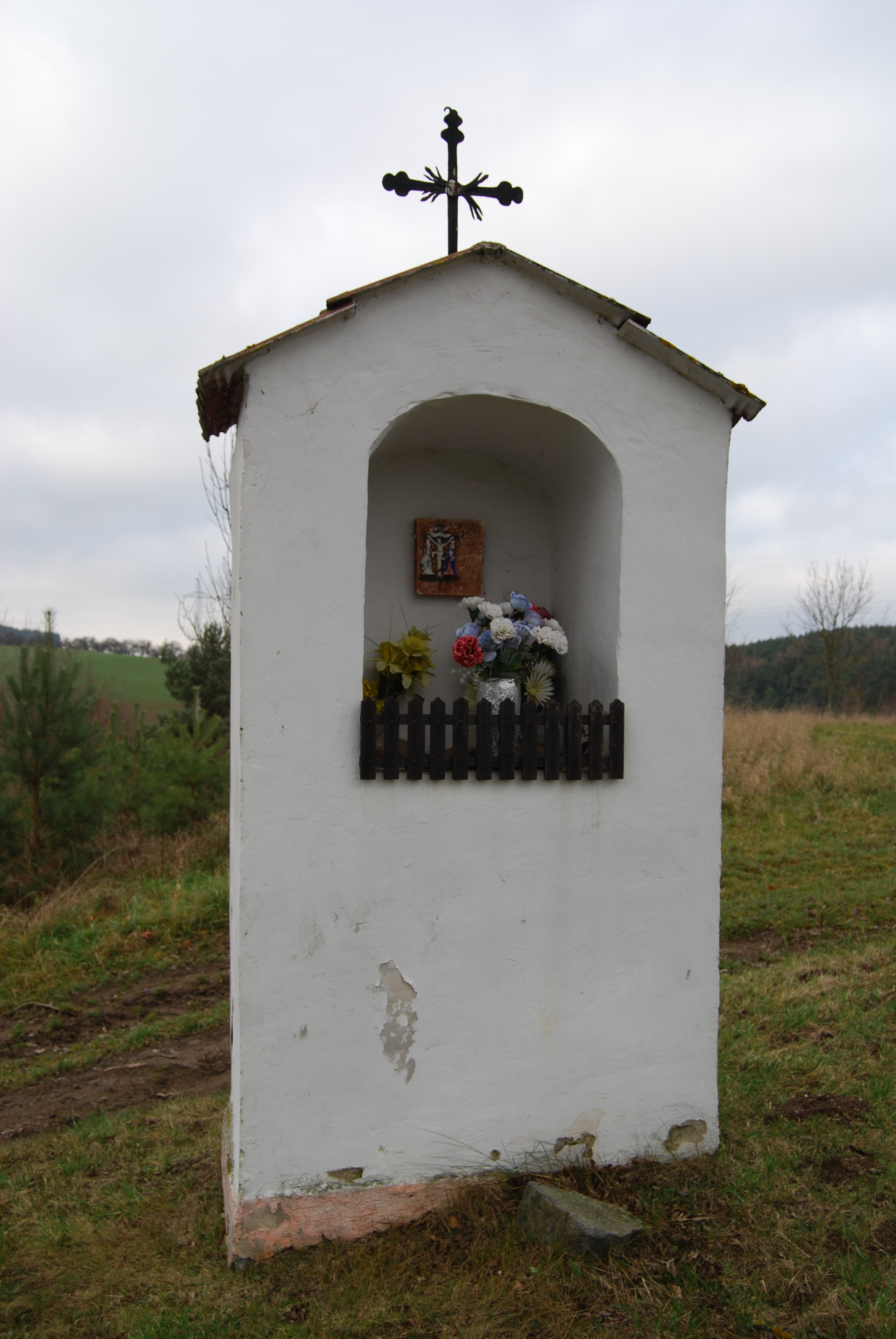
Detail výklenkové kaple
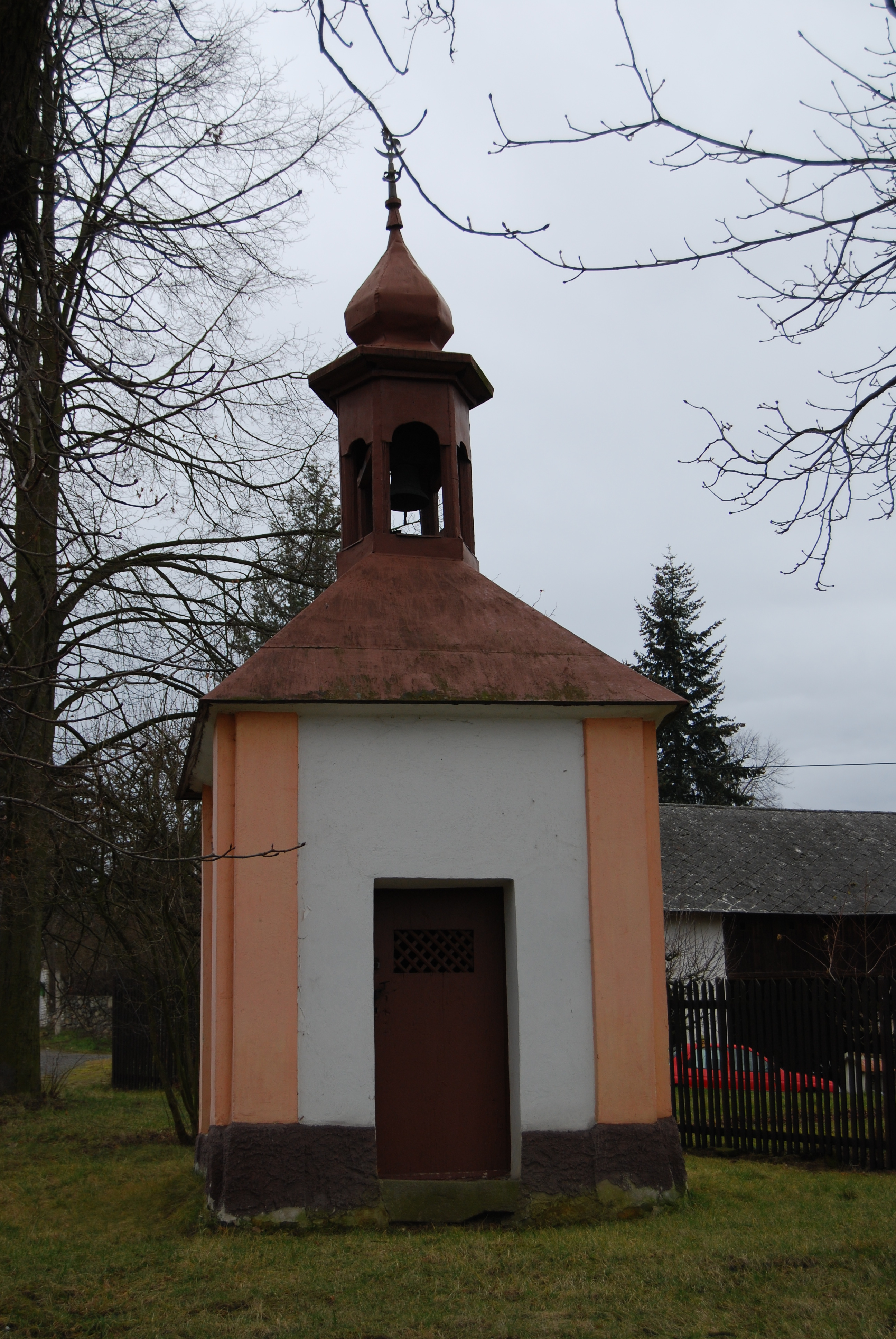
Detail návesní kaple